# Гончарук Микола Павлович
Мико́ла Па́влович Гончару́к (нар. 5 жовтня 1984 — 21 травня 2015) — солдат Збройних сил України, учасник російсько-української війни.

## Життєвий шлях
Народився в селі Голики, у Славуті закінчив школу та ліцей, проживав з сім'єю у місті Южноукраїнськ.
Мобілізований, солдат, водій-номер обслуги 17-го окремого мотопіхотного батальйону 57-ї мотопіхотної бригади.
Загинув 21 травня 2015-го близько 21-ї години поблизу села Ленінське Амвросіївського району під час мінометного обстрілу взводного опорного пункту 0317 терористами. Тоді ж поліг Олександр Завалко.
Без Миколи лишилися дружина, двоє дітей, батьки, сестри та брати.
Похований в селі Голики.

## Нагороди та вшанування
- Указом Президента України № 132/2016 від 8 квітня 2016 року — орденом «За мужність» III ступеня (посмертно)[1]
- Почесний громадянин міста Славута (посмертно)
- 29 січня 2016-го у славутській ЗОШ № 1 відкрито та освячено меморіальну дошку честі Миколи Гончарука
- 21 травня 2016-го у селі Голики відкрито надмогильний пам'ятник Миколі Гончаруку.